# مارك روبنسون (صحفي)
مارك روبنسون (بالإنجليزية: Mark Robinson)‏ هو صحفي ومعلق رياضي أسترالي، ولد في 25 ديسمبر 1967 في بنديجو في أستراليا.